# Traditio brevi manu
Traditio brevi manu – sposób przeniesienia posiadania mający zastosowanie wtedy, gdy nabywca posiadania danej rzeczy jest już jej dzierżycielem albo bezpośrednim posiadaczem zależnym. Wydanie rzeczy nabywcy byłoby w takim przypadku zbędne. Zgodnie z art. 351  kodeksu cywilnego przeniesienie posiadania samoistnego na posiadacza zależnego albo na dzierżyciela następuje na mocy samej umowy między stronami.